# 明尼蘇達福爾斯鎮區 (明尼蘇達州耶洛梅德辛縣)
明尼蘇達福爾斯鎮區（英語：Minnesota Falls Township）是位於美國明尼蘇達州耶洛梅德辛縣的一個行政鎮區。

## 歷史
明尼蘇達福爾斯鎮區於1874年成立，得名自位於明尼苏达河的瀑布。

## 地方資料
明尼蘇達福爾斯鎮區的面積為81.16平方千米，當中陸地面積為80.54平方千米，而水域面積為0.62平方千米。根據2020年美國人口普查的數據，當地共有人口361人，而人口密度為每平方千米4.45人。